# Dexiogyia intenta
Dexiogyia intenta är en skalbaggsart som först beskrevs av Thomas Casey 1911.  Dexiogyia intenta ingår i släktet Dexiogyia och familjen kortvingar. Inga underarter finns listade i Catalogue of Life.